# Panchala canaraica
Panchala canaraica är en fjärilsart som beskrevs av Moore 1884. Panchala canaraica ingår i släktet Panchala och familjen juvelvingar. Inga underarter finns listade i Catalogue of Life.